# TV4-nyheterna Karlstad
TV4-nyheterna Karlstad är en av TV4-gruppens 25 lokala stationer. TV4-nyheterna Karlstad bytte namn från TV4-nyheterna Värmland 23 mars 2009. Korta nyhetssändningar sänds vardagsmorgnar varje halvslag i Nyhetsmorgon samt i 19.00-sändningen och 22.30 på måndag-torsdagar. Sändningen sker från Göteborg.